# 미할리스 카프시스
미할리스 카프시스(그리스어: Μιχάλης Καψής, 1973년 10월 18일, 니카이아 ~)는 은퇴한 그리스의 축구 선수로, 가장 최근에 에트니코스 피레아스에서 활약했었다. 카프시스는 그리스 국가대표팀에서 센터백으로 활약했었다. 그는 아약스와의 유러피언컵 1970-71 결승전에서 0-2로 패한 파나티나이코스의 당시 일원이었던 안티모스 카프시스의 아들이다.

## 클럽 경력

### 아리스 니케아스
그는 21번의 아리스 니케아스 경기에 출전해 여러 차례 인상적인 활약을 펼쳤다.

### 네아폴리스
1991년 여름, 그는 네아폴리스로 이적해, 그곳에서 24경기에 출전해, 네아폴리스에서도 훌륭한 활약을 했다.

### 아나옌니시 아르타
1992년 여름, 미할리스 카프시스는 감마 에트니키 소속의 아나옌니시 아르타로 이적하였고, 나중에 UEFA 유로 2004에서 같이 그리스 국가대표팀을 우승으로 인도할 전설적인 수문장인 안토니오스 니코폴리디스를 배출했다. 이 곳에서, 미할리스 카프시스는 1시즌동안 18경기에 출전 활약했고, 1골을 넣었다.

### 에트니코스 피레아스
클래스의 한단계 성장은 선수에게 어느 부정적인 영향을 미치지 않았고, 카프시스는 자신의 최다인 30번의 경기에 출전했다. 도합해서, 그는 123번 경기들 중 1번만 득점하는데 성공했다. 미할리스 카프시스는 에트니코스 피레아스가 자신의 첫 시즌인 1993-94 시즌에 1부 승격을 이룩하게 도왔다.

### AEK
1998-99 시즌, 미할리스 카프시스는 AEK에 합류했다. 그는 첫 시즌인 1999년에 AEK 소속으로 15경기에 출전하였고, 이어지는 두 시즌간 주전으로 활약했으나, 2001-02 시즌에 그는 훈련장에서 골키퍼 엘리아스 아트마치디스와의 언쟁으로 벌금을 내게 되었고, AEK는 시즌 막판에 리그를 올림피아코스에게 내주었다. 2002-03 시즌, 그는 AEK의 UEFA 챔피언스리그 6경기에 출전했다. 그는 이 대회 출전으로 그리스 역사상 최고의 유럽대항전에 출전한 최초의 부자로 기록되었다. 그의 아버지 안티모스는 파나티나이코스 소속으로 70년대에 유러피언컵에 출전했다. (부자지간의 기록은 이후에 요아니스 사마라스의 아들인 셀틱의 요르기오스 사마라스도 달성했다.) 그는 20번의 알파 에트니키 경기에 출전했다. 카프시스는 2003-04 시즌에 AEK에서 꾸준히 실망스러운 모습을 보였고, 팀도 시즌을 5위로 마감했다. 우수한 활약을 바탕으로, 그는 스페인과 우크라이나와의 주요 UEFA 유로 2004 예선전 경기에 차출되는 결과를 낳았다. 그는 라울 곤살레스와 안드리 셰우첸코의 발을 잘 묶어 팀에 굵직한 승리를 가져다 주었다. 그는 자국이 우승을 거둔 UEFA 유로 2004에서도 주전으로 활약하였고, 2006년 FIFA 월드컵 예선전에서도 주전으로 활약했다.

### 보르도
UEFA 유로 2004가 종료된 후, 그는 AEK를 떠나 보르도와 계약했다. 그는 29번의 프랑스 리그 경기에 출전하였다. 이러한 활약에 힘입어, 다수의 클럽이 미할리스 카프시스와의 새 계약을 유치하기 위해 제의를 했다.

### 올림피아코스
2005년 여름, 그는 그리스 챔피언 올림피아코스와 2년 계약을 체결했다. 그는 피레아스 연고 클럽에 정착하는데 실패했다. 잦은 부상과 자신감의 실종으로 감독들은 연이어 그에게 1군 기회를 주지 않았다. 그의 클럽에서의 미래에 대한 전망에 대한 예상이 속속 흘러나왔고, 그의 PAOK의 디미트리스 살핑기디스와의 교환 이적이 백지화되기도 했다. 2006년 8월 31일, 트론트 솔리에트 감독은 카프시스가 UEFA 챔피언스리그 2006-07 출전 명단에 들지 않았다고 발표했다.

### APOEL
2007년 2월, 미할리스는 키프로스의 니코시아를 연고로 하는 APOEL로 이적했고, 클럽이 2006-07 시즌 우승을 거두도록 도왔다. 계약은 본래 그 시즌까지만으로 되어 있었고, 그 다음 시즌 연장할 조항이 붙어 있었다. 클럽에 매우 흡족해한 카프시스는 계약을 갱신하였다. 2007년 8월, 테오도로스 자고라키스 PAOK 단장은 그를 PAOK에 영입하는데 관심을 가졌다. 카프시스는 PAOK의 관심에 자존심을 드러냈으나, APOEL과의 계약 상태이며, 이도 존중할 것이라고 대답했다. 시즌 말에 APOEL은 키프로스컵 2007-08을 우승했다.

### 레바디아코스
2008년 7월, 그는 수페르리가 하위권 팀인 레바디아코스와 계약을 맺었다. 미할리스 카프시스는 2008년 8월 31일, 테살로니키 하릴라우 경기장에서 열린 아리스와의 경기에서 레바디아코스의 수페르리가 경기에 데뷔했다. 미할리스 카프시스는 팀이 2008-09 시즌에 2부리그로 강등되지 못하도록 막았고, 젊은 구단에 있어 경험을 지닌 가장 중요한 선수들 중 한명이 되었다. 그는 카발라와의 2009-10 시즌의 첫 경기에서도 출전했고, 이 경기에서 골키퍼 파니스 카테르얀나키스와 미드필더 바실리오스 라키스도 출전했었다.

### 에트니코스 피레아스
2010년 2월, 미할리스 카프시스는 에트니코스 피레아스와 계약하면서 은퇴하기 전에 프로 무대를 데뷔한 팀과 함께할 의사를 밝혔다.

## 국가대표팀 경력
미할리스 카프시스는 UEFA 유로 2004의 명단에 이름을 올렸고 훌륭한 활약을 펼치며 팀이 대회를 우승하는데 일조했다. 카프시스는 독일에서 열린 2005년 FIFA 컨페더레이션스컵에서도 그리스 명단에 이름을 올렸다. 오토 레하겔은 스위스와 오스트리아에서 열릴 UEFA 유로 2008의 예선전에도 그를 명단에 포함시켰다. 미할리스 카프시스는 국가대표 경기에 34번 출전하여, 2005년 3월 26일, 조지아와의 2006년 FIFA 월드컵 예선전에서 1골을 기록하며 그리스의 3-1 승리에 일조했다.

## 수상
에트니코스 피레아스
- 베타 에트니키: 1993-94, 1997-98

AEK
- 그리스 컵: 1999-2000, 2001-02

올림피아코스
- 수페르리가 엘라다: 2005-06, 2006-07
- 그리스 컵: 2005-06

APOEL
- 키프로스 1부 리그: 2006-07
- 키프로스컵: 2007-08

그리스
- UEFA 유럽 축구 선수권 대회: 2004